# Malak Mattar
Malak Mattar, née en 17 décembre 1999, à Gaza, est une peintre palestinienne. Elle vit et étudie en Turquie.

## Biographie
Malak Mattar naît en 2000, à Gaza, en Palestine. Elle réalise des œuvres peintes sur l'expérience féminine dans un État en conflit territorial. Elle vit à Istanbul, en Turquie, où elle étudie les sciences politiques et les relations internationales à l'İstanbul Aydın Üniversitesi, grâce à une bourse qui couvre ses frais de scolarité.
En 1948, sa famille paternelle est expulsée de force de la ville d'Al-Khora, détruite lors de la création de l’État d’Israël, actuelle Ashkelon israélienne, et se réfugie à Gaza. Ses grands-parents paternels, alors pêcheurs, sont tout jeunes au moment de la Nakba. Ils lui racontent par la suite ce qu'ils ont vécu et détaillent la torture, les fausses promesses, le fait de ne pas avoir de refuge et comment ils conservent leur clé avec eux, gardant un espoir de retour jusqu'à la fin de leur vie. Sa famille maternelle est originaire de Batani al Sharqi, où ses grands-parents étaient agriculteurs. Sa mère est professeure d'anglais dans une école dirigée par l'United Nations Relief and Works Agency for Palestine Refugees in the Near East (UNRWA). Un de ses oncles, artiste, qui vit actuellement au Canada, lui enseigne les bases artistiques.
La plupart du temps, Malak vit seule, à l'un des étages de la maison appartenant à la famille. C'est à quatorze ans, durant l'été 2014, alors que la bande de Gaza est sous le feu des bombardements israéliens, que Malak sort de son lit, après plusieurs jours passés dans un état dépressif, incapable de se lever, de manger ou de réagir au vacarme des missiles, à l'explosion des roquettes et au bruit des drones. Ce jour-là, elle ouvre une boîte de peinture que lui a offerte son école et commence à peindre, en s'inspirant de son expérience quotidienne de la guerre qui se déroule à sa porte. Mattar vient de passer 51 jours recluse dans sa maison, avec ses parents, sans électricité, sans eau ni accès à la nourriture. C'est la troisième guerre qu'elle subit depuis sa naissance. Durant cette période, Mattar perd de nombreux parents et proches. Elle passe ses journées à écouter une petite radio qui rapporte le nombre de personnes tuées. Cherchant quelque chose pour échapper aux sentiments de terreur et de tristesse, ainsi qu'à la peur de mourir, elle ouvre le coffret cadeau contenant de l'aquarelle. Soumise à un énorme stress, elle a alors des difficultés à parler. Elle choisit d'exprimer ses sentiments à travers l'art, ce qui lui permet de se sentir mieux.  
« I felt like I felt better. Like, it felt like art has been kind of a therapy. So I’ve started painting And that time I do not care of whether I will be bombed or not, or I will be killed or not. I just wanted to make more art. So, I find myself just speaking through my artwork. »
« J'ai senti que je me sentais mieux. J'avais l'impression que l'art était une sorte de thérapie. Alors j'ai commencé à peindre. Et à ce moment-là, je ne me suis pas soucié de savoir si j'allais être bombardé ou non, ou si j'allais être tué ou non. Je voulais juste faire plus d'art. Donc, je me retrouve à parler à travers mon travail artistique. »
Sa première peinture met en scène une jeune fille sereine et lumineuse, dont le corps s'étire au sol, bras écartés, sur un arrière-plan de paysage de gravats, un grand soleil se levant à l'horizon, plein d'espoir, ce qui lui fait dire lors d'un entretien : « It shows that there is something protecting us, and that something, that woman, is Palestine ». Elle poste ce tableau sur sa page Facebook et reçoit, en provenance du monde entier, des commentaires de personnes intéressées par son travail.
À ses débuts, elle se contente des fournitures distribuées par l'école qu'elle fréquente puis, rapidement, commence à vendre son travail en ligne, ce qui lui permet d'acheter des toiles et de la peinture dans le seul magasin d'art professionnel qu'elle connait à Gaza, où les fournitures artistiques sont chères, car le matériel qui entre dans la bande est extrêmement limité. Un an plus tard, à l'âge de quinze ans, elle ouvre sa première galerie dans la bande de Gaza. 
Elle effectue le début de sa scolarité dans les écoles de l'UNRWA, notamment à l'Al Shati School de Gaza. Ses matières préférées sont les mathématiques et les langues. Étonnamment, ce sont les sciences qui influencent le plus son parcours artistique. Passionné par le perfectionnement des formes, des lignes et des couleurs, la science est pour elle comme un art en soi, qui permet de peindre et d'illustrer le monde, comme le corps humain ou les structures cellulaires. Son professeur montre régulièrement son travail à ses camarades de classe.
Elle conclut ensuite un accord avec ses parents, qui l'autorisent à partir étudier en Turquie à la condition d'être la meilleure de sa classe durant ses études secondaires,. Avec cet objectif en tête, elle étudie jusqu'à 17 heures par jour, ce qui lui permet de devenir la meilleure élève de la bande de Gaza et la seconde de Palestine, et d'obtenir un visa pour poursuivre ses études à Istanbul, où elle choisit les sciences politiques, car son université ne propose pas de programme de beaux-arts. Parallèlement, elle parcourt le monde en témoignant sur sa vie en territoire occupé palestinien, et sur la façon dont son parcours influence son art.
En 2019, elle visite les États-Unis pour la première fois. Elle y retourne en 2020 pour tenir une série de conférences, au Merrimack College, au Smith College, à Yale, à la Southern Connecticut State University, au Manhattan College, à la Drew University, et au DC’s Musem of the Palestinian People.

## Œuvre
Malak Mattar n'a bénéficié d'aucune éducation artistique formelle. Elle échange avec des artistes gazaouis pour obtenir plus de conseils. L'art abstrait de son oncle, artiste et professeur d'université en art et littérature, l'inspire. Il l'aide pour l'élaboration de sa technique, la création de ses croquis et la découverte de nouvelles idées. Lors de ses voyages, elle découvre régulièrement de nouvelles sources d'inspiration. 
Les tableaux peints par Malak Mattar se concentrent sur le thème de l'appartenance et l'expérience féminine dans les royaumes de la paix et la mort. Elle ne peint que des femmes, car elle ressent le besoin de se soutenir elle-même, tout en renforçant l'autonomisation de ses paires. Chaque fois qu'elle essaie de peindre un homme, celui-ci se transforme en femme. Pour elle, les yeux d'une femme peuvent en dire plus sur le monde que tout autre être. La plupart des femmes qu'elle peint ont des yeux surdimensionnés en forme d'amande, épais et expressifs, qui fixent le spectateur. Elles figurent des femmes de sa connaissance, originaires de Gaza, amies ou colocataires. Même si c'est involontaire, ces portraits finissent par toujours par ressembler à des personnes qu'elle connait. 
Son travail reflète l'obscurité existentialiste de l'enclave côtière, étouffée sous le blocus imposé par Israël, depuis 2007. Pour l'artiste, c'est comme une prison ; l'art a besoin de liberté ; les restrictions tuent l'art. Une de ses toiles reflète cet enfermement forcé ; on y voit un personnage sans cheveux, porteur un costume qui rappelle celui d'un prisonnier. 
Frida Kahlo est l'une de ses sources d'inspiration. Cependant, son artiste de référence reste Picasso qui, pour elle, représente une légende. Elle trouve en lui certaines caractéristiques similaires aux siennes, en termes de personnalité, de courage de peindre et d'expérimentation de nouvelles pistes artistiques. Elle explique que c'est souvent à lui qu'elle pense lorsqu'elle dessine. Elle cite également l'influence de l'artiste palestinien Nabil Anani et celle de sa mère, une femme travailleuse, forte, à la mentalité ouverte. Ses esquisses et ses peintures évoque principalement Gaza, mais aussi l'Irak et la Syrie. Elle a notamment peint Aylan, un petit garçon kurde mort en 2015 sur une plage turque, entouré de scènes de la vie commune qu'il aurait pu vivre s'il ne s'était pas noyé. Selon elle, ce tableau évoque sa vision, celle d'un clown triste parce que ces enfants irakiens ou syriens meurent. Bien que son sujet soit la guerre et l'occupation, Malak ne peint jamais d'images de morts et de sang, car elle préfère figurer l'espoir et la paix, comme en témoignent les colombes blanches qui apparaissent dans de nombreuses pièces de son œuvre. 
Très jeune, elle explique que Gaza fait partie de son inspiration. Si elle vivait paisiblement, peut-être ne peindrait-elle pas. Elle se réveille parfois la nuit pour dessiner des croquis qui lui traversent l'esprit, passe beaucoup de temps à réfléchir et apprécie d'avoir des raisons de penser. Cependant, elle dit souffrir de se sentir parfois incomprise, souvent entourée de personnes pessimistes qui apprécient peu ses efforts et son art.
En août 2018, elle sollicite l'obtention de deux visas européens. L'un pour la France, où elle souhaite assister à deux expositions, à Paris et Avignon, et peindre dans un atelier ; l'autre pour l'Angleterre, afin d'assister au Greenbelt Art festival, dont les organisateurs du festival l'aident à réunir tous les documents requis pour le visa britannique. Cependant, la France et la Grande-Bretagne refusent de lui accorder ces visas qui lui auraient pourtant permis d'être présente aux expositions où ses propres peintures sont alors exposées. Elle fait part de sa déception sur sa page Facebook en ces termes : « It seems that the hatred of Palestinians, and the ambition to keep us from traveling and living Normal lives, is shared by more than just Israel. However, I will never stop creating Art … My dream is to just have the ability to be present with my paintings and attend my exhibition » (« Il semble que la haine des Palestiniens, et l'ambition de nous empêcher de voyager et de vivre des vies normales, ne soit pas seulement partagée par Israël. Cependant, je n'arrêterai jamais de créer de l'art... Mon rêve est d'avoir la possibilité d'être présente avec mes peintures et d'assister à mon exposition »).
Pour réaliser ses œuvres, Malak Mattar utilise principalement l'aquarelle et la peinture acrylique, sur toile.

## Expositions
Un an après avoir commencé à peindre, elle présente ses œuvres dans une exposition personnelle. La presse espagnole, française et anglaise la contacte et rapidement, tout juste âgée de quatorze ans, elle commence à vendre les fruits de son travail à des acheteurs du monde entier. En seulement quatre ans, son art fait l'objet de plus de soixante expositions à travers le monde. Depuis, son œuvre parcourt le monde, le plus souvent sans elle. Elle explique que, pour elle, c'est comme si ses toiles étaient plus libres qu'elle. En raison de sa citoyenneté rattachée à la bande de Gaza, sa capacité à voyager durant sa jeunesse a longtemps été entravée, tant par le conflit environnant que par sa position de femme. 
Ses toiles sont principalement vendues aux États-Unis. Au début, elle envoie ses travaux via des sociétés de courrier privées de Gaza, bien que cela coûte cher. Ses tableaux sont exposés en France, en Suisse, au Costa Rica et aux États-Unis. En 2021, son art est présenté dans plus de quarante expositions individuelles et collectives, à Jérusalem, en France, en Espagne, au Costa Rica, en Inde, en Angleterre, dans onze États américains ainsi que dans le cadre de l'exposition Art Under Siege, tenue à la Chambre des représentants des États-Unis, en 2017. 
En 2018, Le Palestine Museum US, une galerie consacrée à l'art palestinien, située à Woodbridge, dans le Connecticut, expose une série de portraits réalisés par elle, dont les couleurs vives rappellent le primitivisme stylistique du haut modernisme et parraine, en 2021, l'ouverture de la galerie américaine Malak Mattar. 
Le 17 novembre 2020, Malak Mattar donne une conférence intitulée « Art as Sanctuary », au Center for Arts and Humanities (CAH), de l'American University of Beirut, qui prolonge cette intervention par une exposition virtuelle accessible en ligne.

## Engagements
« Mes peintures sont devenues une manière de m’exprimer sur la situation et de la dénoncer aux gens à l’extérieur. »
Malak Mattar explique avoir grandi dans une société conservatrice et masculine, régulièrement témoin de l'inégalité. Pour elle, une partie de sa mission consiste à peindre les femmes, afin de représenter leurs luttes. En voyant celles-ci se faire tuer au nom de l'honneur, Malak Mattar se sent obligée de soutenir les femmes vivant au Moyen-Orient. Ses tableaux cherchent à mettre en valeur leur force et leurs luttes, la lutte féministe ayant partout même cause : l'inégalité. En mai 2021, dans un entretien accordé au magazine romand Femina, elle explique que « grandir à Gaza, c’est très compliqué, c’est grandir dans une zone de guerre. Les bombardements, la situation d’urgence, c’est quelque chose auquel on s’est habitué quotidiennement. Lorsque l’armée israélienne bombarde Gaza, elle vit avec l’angoisse de ne pas survivre. Dans cette ville, il n'existe pas d'endroit sécurisé. Pour elle, « ce n’est pas une guerre contre un groupe spécifique de personnes, c’est une guerre contre nous, les habitants ».
« Quand l’armée israélienne bombarde, on peut sentir leur colère, leur violence, c’est comme s’ils prenaient leur revanche. Ce n’est pas comme s’ils visaient une maison et qu’ils partaient, il y a parfois des salves de frappes par cinquantaines et ça continue chaque jour, chaque nuit. Depuis le début, je n’ai pas réussi à dormir en continu. Il y a le son des bombes, toujours trop prêt, celui des drones, en permanence, et mon quartier est touché. Les tours qui ont été détruites sont à cinq minutes à pied. Vivre à côté de la mer, où les bateaux tirent aussi, c’est vraiment comme si on était encerclés ».
Elle accorde également un entretien filmé au magazine India Today, dans lequel elle décrit la situation de crise, débutée à Gaza le 13 mai 2021, comme une guerre menée contre des enfants et des civils innocents, blessés et tués durant les frappes aériennes déclenchées par Israël. Quelques jours plus tard, elle déclare à Aljazeera que le cessez-le-feu, déclaré après onze jours de bombardements incessants, est un soulagement pour les membres de sa famille, qui pourront enfin retrouver le sommeil dont ils sont privés depuis plusieurs jours. Sur place pour célébrer la fin du Ramadan, elle fait part de son pessimisme, car elle pense que ce qui se passe est bien pire que durant les précédentes guerres. Selon elle, la situation déjà misérable, est accentuée par la pandémie de Coronavirus, les quinze ans de blocus, le manque d’eau potable, d’électricité et de médicaments. Elle explique qu'Israël ne donne pas assez de kits pour tester les Palestiniens qui arrivent dans la bande de Gaza et que la population n'a aucune idée du nombre de personnes atteintes.
Durant la période de confinement liée au Covid-19, elle dessine une femme palestinienne masquée qui dit : « Dear world, how is the lockdown? – Gaza » (« Cher monde, comment se passe le confinement ? - Gaza »).  Il lui est difficile, en tant qu’artiste, de trouver le matériel dont elle a besoin, mais elle souhaite continuer à peindre la Palestine et l'oppression de son peuple sous l'occupation, afin de leur rester fidèle et soutenir l'application des pleins droits de l’homme.